# Palais des sports de la Valette
Pour les articles homonymes, voir Palais des sports.
Le palais des sports de la Valette, abrégé localement en « le Palais des Sports », est une salle de 1 500 places située à Cesson-Sévigné, créée en 2000. 

## Histoire
La salle est ouverte en 2000, elle s'inscrit dans les nombreuses réalisations de Roger Belliard, maire de la commune de 1977 à 2000.

## Caractéristiques
La salle est notamment utilisée par le club de handball du Cesson-Rennes Métropole Handball, qui évoluait auparavant dans le gymnase du lycée Sévigné, d'une capacité de 400 places. Cependant l'équipe première professionnelle du club évolue depuis 2019 à la Glaz Arena voisine d'une capacité de 4500 places, les amateurs et les jeunes continuant d'utiliser le palais des sports.